# Nekrolog 1735
Nekrolog
◄◄
| ◄
| 1731
| 1732
| 1733
| 1734
| 1735 | 1736 | 1737 | 1738 | 1739 | ► | ►►
Weitere Ereignisse | Allgemeiner Nekrolog 1735
Die Beschreibung der verstorbenen Person sollte so kurz wie möglich gehalten sein und nur deren signifikante Tätigkeit(en) enthalten.
Neue Namen ggf. auch unter dem Geburts- und Sterbedatum, also etwa unter 1. Januar und im Geburts- und Sterbejahr (2024) eintragen (nur bei entsprechender großer Wichtigkeit). Für Beispiele siehe die schon vorhandenen Artikel.
Außerdem über die fünf zuletzt Verstorbenen, zu denen es einen ausreichend guten Artikel für eine Präsentation auf der Hauptseite gibt, nach der todesbedingten Überarbeitung der Artikel ggf. auch unter Wikipedia Diskussion:Hauptseite informieren und sie am besten auch in den anderen Wikipedia-Sprachversionen eintragen. Tipp: Regelmäßig bei news.google.de nach „ist tot“, „gestorben“ oder „verstorben“ suchen.
Wenn eine Person gestorben ist, gibt es viele Seiten zu dieser Person in der Wikipedia, die davon auch betroffen sind und entsprechend aktualisiert werden müssen. Beispiele: Namenübersichtsseite, Geburtsjahr, Geburtsort-Seiten und viele mehr.
Wie finde ich die betroffenen Seiten?
Im Suchfeld auf der linken Seite gibt man den Suchbegriff so ein: „Vorname Nachname“. Dann klickt man auf Volltext und alle Seiten mit entsprechendem Suchtext werden aufgerufen. Hier sieht man dann schnell, wo auch das Todesjahr Sinn macht oder sogar ein Teil des Artikels angepasst werden muss. Auch hilft das „Werkzeug“ auf der linken Seite sehr gut, um solche Seiten aufzufinden: „Links auf diese Seite“. Somit ist die Wikipedia wieder aktuell in allen Bereichen! Hinweis: bei Eintragung der Kategorie „Gestorben JAHR“ wird der Missbrauchsfilter 49 ausgelöst, was jedoch nicht schlimm ist. Siehe: Spezial:Missbrauchsfilter/49
Dies ist eine Liste von im Jahr 1735 verstorbenen bekannten Persönlichkeiten. Die Einträge erfolgen innerhalb der einzelnen Daten alphabetisch sortiert. Tiere sind im Nekrolog für Tiere zu finden.

## Januar
| Tag        | Name                                             | Beruf, bekannt als                            | Alter | Beleg |
| ---------- | ------------------------------------------------ | --------------------------------------------- | ----- | ----- |
| 5. Januar  | Christoph Joest von Ketteler                     | deutscher Adeliger und Domherr                |       |       |
| 5. Januar  | Carlo Ruzzini                                    | Doge von Venedig                              | 81    |       |
| 7. Januar  | Carl Johann Friedrich Haltmeier                  | deutscher Organist und Komponist              |       |       |
| 8. Januar  | Christian Blumberg                               | lutherischer Theologe                         | 70    |       |
| 11. Januar | Stephan Christoph Harpprecht von Harpprechtstein | deutscher Rechtswissenschaftler               | 58    |       |
| 12. Januar | John Eccles                                      | englischer Komponist                          |       |       |
| 13. Januar | Polyxena von Hessen-Rotenburg                    | durch Heirat Königin von Sardinien-Piemont    | 28    |       |
| 13. Januar | Johann Karl von Reslfeld                         | österreichischer Barockmaler                  |       |       |
| 17. Januar | Ludwig Joseph von Hartig                         | kaiserlicher Gouverneur von Böhmen            |       |       |
| 18. Januar | Maria Clementina Sobieska                        | polnische Prinzessin                          | 32    |       |
| 19. Januar | Alexander Mack                                   | deutsch-amerikanischer christlicher Erneuerer | 55    |       |

## Februar
| Tag         | Name                      | Beruf, bekannt als                                          | Alter | Beleg |
| ----------- | ------------------------- | ----------------------------------------------------------- | ----- | ----- |
| 1. Februar  | Robert Welsted            | englischer Physiker und Lehrer                              |       |       |
| 2. Februar  | Georg Neuhofer            | deutscher Unternehmer                                       | 74    |       |
| 3. Februar  | Jakob Auguston            | tschechischer Architekt in Westböhmen                       |       |       |
| 3. Februar  | Christian III.            | Pfalzgraf und Herzog von Pfalz-Zweibrücken-Birkenfeld       | 60    |       |
| 6. Februar  | Carl Wilhelm von Krassow  | schwedischer Diplomat, kaiserlicher Generalfeldwachtmeister | 35    |       |
| 11. Februar | Hans Friedrich von Rohr   | preußischer Landrat                                         | 56    |       |
| 22. Februar | Georg Christian Joannis   | deutscher lutherischer Theologe und Historiker              | 76    |       |
| 27. Februar | John Arbuthnot            | schottischer Arzt, Mathematiker und Schriftsteller          | 67    |       |
| 27. Februar | Georg Friedrich Kauffmann | deutscher Komponist des Barock                              | 56    |       |

## März
| Tag      | Name                                              | Beruf, bekannt als                                                                      | Alter | Beleg |
| -------- | ------------------------------------------------- | --------------------------------------------------------------------------------------- | ----- | ----- |
| 1. März  | Ludwig Rudolf                                     | Herzog von Braunschweig-Wolfenbüttel und Fürst von Blankenburg                          | 63    |       |
| 4. März  | Antonio Beduzzi                                   | österreichischer Theateringenieur, Dekorationsmaler und Architekt                       |       |       |
| 10. März | Dirck van Cloon                                   | Generalgouverneur von Niederländisch-Indien (1732–1735)                                 |       |       |
| 11. März | Dominik Marquard zu Löwenstein-Wertheim-Rochefort | zweiter Fürst aus dem Hause Löwenstein                                                  | 44    |       |
| 15. März | Gregor Wilhelm von Kirchner                       | österreichischer Hofbeamter und Erbauer des abgerissenen Schlosses Breitenfurt bei Wien |       |       |
| 25. März | Franz Anton Bawyr von Frankenberg                 | kaiserlicher Generalleutnant, Interimsgouverneur Düsseldorf und Gouverneur Jülich       |       |       |
| 26. März | Jane Colman Turell                                | amerikanische Dichterin                                                                 | 27    |       |
| 27. März | Bernhard Pez                                      | österreichischer Benediktinermönch, Historiker, Philologe und Bibliothekar              | 52    |       |
| 31. März | Philipp Ludwig Böhmer                             | deutscher lutherischer Theologe                                                         | 68    |       |

## April
| Tag       | Name                            | Beruf, bekannt als                            | Alter | Beleg |
| --------- | ------------------------------- | --------------------------------------------- | ----- | ----- |
| 1. April  | Germanus Lüdke                  | evangelischer Theologe im Dom zu Stendal      | 51    |       |
| 5. April  | William Derham                  | englischer Geistlicher und Naturphilosoph     | 77    |       |
| 5. April  | Daniel Gottlieb Messerschmidt   | Naturforscher und Arzt                        | 49    |       |
| 5. April  | Samuel Wesley                   | englischer Dichter                            | 72    |       |
| 6. April  | Ulrich Petersen                 | dänischer/schleswigscher Landeshistoriker     |       |       |
| 8. April  | Franz II. Rákóczi               | Anführer des Aufstandes von Franz II. Rákóczi | 59    |       |
| 12. April | Niccolò Spinola                 | spanischer Kardinal                           | 76    |       |
| 18. April | Friedrich Wilhelm von Schmettau | dänischer Offizier und Diplomat               | 72    |       |
| 19. April | Johann Jakob Rambach            | evangelischer Theologe und Kirchenlieddichter | 42    |       |
| 21. April | Georg Ernst von Reichau         | deutscher Stiftamtmann                        | 77    |       |
| 22. April | Francesco Maria Abbati          | Bischof von Carpentras                        | 75    |       |
| 22. April | Peter Franz Tassaert            | Maler                                         |       |       |
| 25. April | Johann Nikolaus Knoll           | deutscher Bildhauer                           |       |       |
| 30. April | Jacob Daniel Bruce              | schottischer Feldmarschall                    |       |       |
| 30. April | David Richter der Ältere        | deutscher Porträt- und Landschaftsmaler       | 73    |       |
| 30. April | Gabriel Schweder                | deutscher Rechtsgelehrter                     | 86    |       |
| April     | Hans Hantelmann                 | deutscher Orgelbauer                          |       |       |

## Mai
| Tag     | Name                            | Beruf, bekannt als                                                  | Alter | Beleg |
| ------- | ------------------------------- | ------------------------------------------------------------------- | ----- | ----- |
| 6. Mai  | Christian Ulrich von Hardenberg | hannoverscher Schlosshauptmann und Hofmarschall                     |       |       |
| 17. Mai | Georg Friedrich Karl            | Markgraf von Brandenburg-Bayreuth                                   | 46    |       |
| 21. Mai | Johann Salomon Brunnquell       | deutscher Jurist und Rechtshistoriker                               | 41    |       |
| 22. Mai | Johann Conrad Arnoldi           | deutscher Pädagoge, Logiker, Bibliothekar und lutherischer Theologe | 76    |       |
| 22. Mai | Johannes Friedrich Wernher      | deutscher Rechtswissenschaftler                                     |       |       |
| 30. Mai | Franz Benedikt Hermann          | deutscher Maler und Freskant                                        | 70    |       |
| 31. Mai | Wolf Rudolph von Schönberg      | kursächsischer Kammerherr und Amtshauptmann                         | 66    |       |

## Juni
| Tag      | Name                | Beruf, bekannt als                                            | Alter | Beleg |
| -------- | ------------------- | ------------------------------------------------------------- | ----- | ----- |
| 6. Juni  | Georg Österreich    | deutscher Komponist                                           | 71    |       |
| 11. Juni | Christoph Woltereck | deutscher Beamter und Dichter                                 | 48    |       |
| 15. Juni | Ephraim Oloff       | deutscher lutherischer Pfarrer, Bibliograph und Hymnologe     | 49    |       |
| 16. Juni | Bernhard Duising    | deutscher reformierter Prediger, Theologe und Hochschullehrer | 62    |       |
| 22. Juni | Pirro Albergati     | italienischer Komponist des Barock                            | 71    |       |
| 27. Juni | Jürgen Westphalen   | deutscher Kaufmann und Politiker                              | 68    |       |

## Juli
| Tag      | Name                                  | Beruf, bekannt als                                                                              | Alter | Beleg |
| -------- | ------------------------------------- | ----------------------------------------------------------------------------------------------- | ----- | ----- |
| 1. Juli  | Jean Ranc                             | französischer Maler des Barock                                                                  | 61    |       |
| 5. Juli  | Joachimus Handschucher                | Bildhauer                                                                                       | 54    |       |
| 6. Juli  | Josef Anton Schumacher                | Schweizer Stabführer und Ammann                                                                 | 58    |       |
| 10. Juli | Julius Schickard                      | württembergischer Beamter (Stabspfleger und Klosterpfleger) und Gründer von Neulußheim          | 55    |       |
| 12. Juli | Johann Nicolaus Pouget                | schwedischer Jesuit, später lutherischer Geistlicher                                            |       |       |
| 12. Juli | Johann Conrad Reiß                    | deutscher Lehrer und evangelischer Geistlicher                                                  | 33    |       |
| 13. Juli | Sigismund Rudolf von Waldow           | preußischer Generalmajor, Chef des Regiments „Waldow zu Fuß“                                    |       |       |
| 14. Juli | Johann Jakob Baier                    | deutscher Mediziner und Geologe                                                                 | 58    |       |
| 15. Juli | Robert de Cotte                       | französischer Baumeister und Innenausstatter                                                    |       |       |
| 18. Juli | Johann Krieger                        | deutscher Komponist                                                                             | 83    |       |
| 25. Juli | Johann Melchior Verdries              | deutscher Arzt und Professor für Physik und Medizin in Gießen                                   | 56    |       |
| 26. Juli | Jesper Swedberg                       | schwedischer lutherischer Theologe                                                              | 81    |       |
| 27. Juli | Adolf Bernhard von Martinitz          | k.k. Staatsmann und Ritter des goldenen Vließes                                                 |       |       |
| 29. Juli | Sophie Luise von Mecklenburg-Schwerin | Prinzessin a.d.H. Mecklenburg-Schwerin; Herzogin zu Mecklenburg, preußische Königin (1708–1713) | 50    |       |
| 31. Juli | Christian Friedrich von Brand         | deutscher Hofrat, Geheimer Rat und Kanzler                                                      |       |       |
| 31. Juli | Gotthard Haslinger                    | österreichischer Abt und Hochschullehrer                                                        | 56    |       |

## August
| Tag        | Name                                         | Beruf, bekannt als                                                                                    | Alter | Beleg |
| ---------- | -------------------------------------------- | --- | ----- | ----- |
| 3. August  | Friedrich von Egeln                          | preußischer Generalleutnant, Chef des Kürassierregiments Nr. 8, Amtshauptmann von Oletzkow            | 81    |       |
| 3. August  | Johann Daniel Geier                          | deutscher Arzt und Naturwissenschaftler                                                               | 74    |       |
| 11. August | Immanuel Ignaz von Nassau-Siegen             | Offizier in spanischen und österreichisch-kaiserlichen Diensten sowie Administrator von Nassau-Siegen | 47    |       |
| 23. August | Matwei Christoforowitsch Smajewitsch         | Admiral der Baltischen Flotte und Schiffbauer                                                         | 55    |       |
| 24. August | Johann Joseph Pock                           | österreichisch-deutscher Jurist                                                                       | 60    |       |
| 27. August | August David zu Sayn-Wittgenstein-Hohenstein | Regent der Grafschaft Sayn-Wittgenstein-Hohenstein                                                    | 72    |       |

## September
| Tag           | Name                                    | Beruf, bekannt als                                                                            | Alter | Beleg |
| ------------- | --------------------------------------- | --------------------------------------------------------------------------------------------- | ----- | ----- |
| 1. September  | Christian Gottfried Hoffmann            | deutscher Rechtswissenschaftler und Historiker                                                | 42    |       |
| 2. September  | Johann Ludwig Bauhin                    | Schweizer Jurist                                                                              | 68    |       |
| 9. September  | Johann Hugo I. von Hagen                | deutscher Geistlicher                                                                         | 57    |       |
| 13. September | Ferdinand Albrecht II.                  | Fürst von Braunschweig-Bevern und Braunschweig-Wolfenbüttel, Herzog von Braunschweig-Lüneburg | 55    |       |
| 15. September | Johann Halcke                           | deutscher Mathematiker, Schreib- und Rechenmeister                                            |       |       |
| 17. September | Gottlob Friedrich Jenichen              | deutscher lutherischer Theologe und Historiker                                                | 55    |       |
| 19. September | Ludwig Andreas Gotter                   | deutscher Jurist und Kirchenlieddichter                                                       | 74    |       |
| 22. September | Wolfgang Georg II. zu Castell-Remlingen | deutscher Landesherr                                                                          | 40    |       |
| 24. September | Peter Johann Brandl                     | böhmischer Maler                                                                              | 66    |       |
| 27. September | Peter Artedi                            | schwedischer Naturforscher                                                                    | 30    |       |
| 27. September | Diana Russell, Duchess of Bedford       | britische Adlige                                                                              | 25    |       |
| 29. September | Helena Sibylla Moller                   | deutsche Gelehrte                                                                             |       |       |
| September     | François Leguat                         | französischer Entdecker                                                                       |       |       |

## Oktober
| Tag         | Name                                                 | Beruf, bekannt als                                                          | Alter | Beleg |
| ----------- | ---------------------------------------------------- | --------------------------------------------------------------------------- | ----- | ----- |
| 8. Oktober  | Jean-Baptiste Martin                                 | französischer Schlachtenmaler                                               |       |       |
| 8. Oktober  | Yongzheng                                            | Kaiser von China                                                            | 56    |       |
| 13. Oktober | Jobst Stephan von Kerckerinck zur Borg               | Oberhofmarschall und Geheimrat des Kurfürsten Clemens August                | 56    |       |
| 25. Oktober | Charles Mordaunt, 3. Earl of Peterborough            | britischer Militär                                                          |       |       |
| 26. Oktober | Philipp Joseph von Toerring-Seefeld                  | bayerischer Adeliger und Haushofmeister von Kurfürst Max Emanuel von Bayern | 55    |       |
| 30. Oktober | Ferdinand van Collen                                 | holländischer Aristokrat, Advokat, Verwalter und Stadtregent                |       |       |
| 30. Oktober | Johann Daniel Gihnlein                               | deutscher Lehrer für Ethik, Geschichte und Beredsamkeit                     | 71    |       |
| 30. Oktober | Edmund Sheffield, 2. Duke of Buckingham and Normanby | britischer Adeliger                                                         | 19    |       |
| Oktober     | Georg Engelbrecht der Jüngere                        | deutscher Jurist                                                            | 55    |       |

## November
| Tag          | Name                                     | Beruf, bekannt als                                                                    | Alter | Beleg |
| ------------ | ---------------------------------------- | ------------------------------------------------------------------------------------- | ----- | ----- |
| 2. November  | Šimon Brixi                              | böhmischer Organist, Kantor und Komponist                                             | 42    |       |
| 3. November  | Martin Gotthelf Löscher                  | deutscher Physiker und Mediziner                                                      |       |       |
| 4. November  | Nikolaus Carstens                        | deutscher Kaufmann und Ratsherr der Hansestadt Lübeck                                 | 67    |       |
| 14. November | Friedrich Wilhelm                        | Fürst von Hohenzollern-Hechingen                                                      | 72    |       |
| 17. November | Georg Basilius Brinkmann                 | deutscher lutherischer Theologe                                                       | 73    |       |
| 17. November | Jean Nollet                              | französischer Orgelbauer                                                              |       |       |
| 22. November | Johann Philipp Adam Greck von Kochendorf | Kammerjunker beim baden-durlachschen Erbprinzen Friedrich und Ortsherr von Kochendorf |       |       |
| 29. November | Donato Giuseppe Frisoni                  | italienischer Baumeister                                                              |       |       |
| 29. November | Bernardo de Hoyos                        | spanischer katholischer Geistlicher                                                   | 24    |       |

## Dezember
| Tag          | Name                                   | Beruf, bekannt als                                                  | Alter | Beleg |
| ------------ | -------------------------------------- | ------------------------------------------------------------------- | ----- | ----- |
| 1. Dezember  | Peter Bion                             | Industrieller                                                       | 51    |       |
| 8. Dezember  | Andreas Faistenberger                  | österreichischer Maler und Bildhauer                                |       |       |
| 10. Dezember | Balthasar Tilesius                     | deutscher Rechtswissenschaftler                                     | 62    |       |
| 15. Dezember | Johann Christian Neupauer              | Wiener Stadtrat, Stadtkämmerer, Stadthauptmann und Bauunternehmer   |       |       |
| 16. Dezember | Johann Georg Wenzel Casparides         | österreichischer Orgelbauer                                         |       |       |
| 16. Dezember | Albrecht Konrad Finck von Finckenstein | deutscher Feldmarschall                                             | 75    |       |
| 18. Dezember | Johann Jakob Hottinger                 | Schweizer Theologe und Kirchenhistoriker                            | 83    |       |
| 21. Dezember | Gertrud Rask                           | Ehefrau von Hans Egede                                              |       |       |
| 23. Dezember | Matteo Alberti                         | italienischer Architekt und Ingenieur                               | 88    |       |
| 23. Dezember | Hermann Korb                           | deutscher Baumeister des Barock                                     |       |       |
| 23. Dezember | Andries Schoemaker                     | niederländischer Sammler, Schriftsteller und Numismatiker           | 75    |       |
| 27. Dezember | Hermannus Isenkraedt                   | Pastor in Nörvenich                                                 |       |       |
| 29. Dezember | Otto Gustav von Lepel                  | Generalmajor, Rittergutsbesitzer und Gouverneur der Festung Küstrin | 78    |       |

## Datum unbekannt
| Tag | Name                               | Beruf, bekannt als                                                 | Alter | Beleg |
| --- | ---------------------------------- | ------------------------------------------------------------------ | ----- | ----- |
|     | Friedrich Ludwig von Berger        | deutscher Jurist                                                   |       |       |
|     | Jan Pieter van Bredael der Jüngere | flämischer Maler                                                   |       |       |
|     | Jakob Brunnemann                   | deutscher Jurist, Direktor des Schöppenstuhls zu Stargard          |       |       |
|     | Johannes Conrads                   | Bürgermeister in Elberfeld                                         |       |       |
|     | Martin Friedrich Creutz            | preußischer Landbaudirektor und Kammerrat                          |       |       |
|     | Jacob Denner                       | Instrumentenbauer                                                  |       |       |
|     | Robert Drury                       | englischer Seemann und Schiffbrüchiger                             |       |       |
|     | Husain I. ibn Ali                  | Begründer der Dynastie der Husainiden                              |       |       |
|     | Johann Michael Keller der Ältere   | deutscher Baumeister                                               |       |       |
|     | Gerhard von Lünenschlos            | deutscher Mathematiker und Professor an der Universität Heidelberg |       |       |
|     | Mehmed Raşid                       | osmanischer Rechtsgelehrter und Historiker                         |       |       |
|     | Joseph Mörl                        | deutscher Kupferstecher und Verleger                               |       |       |
|     | Franz Sebastian Nonhardt           | Jesuit und Kontroverstheologe in Dresden                           |       |       |
|     | Christoph Papen                    | deutscher Bildschnitzer                                            |       |       |
|     | Perkeo                             | Hofnarr; Kultfigur des Weingenusses                                |       |       |
|     | Christoph Peucker                  | deutscher Bildhauer                                                |       |       |
|     | Willibald Popp                     | deutscher Reichsabt                                                |       |       |
|     | Justus Gottlieb Rabener            | deutscher Jurist                                                   |       |       |
|     | Johann Robeck                      | schwedischer Jesuit und Autor                                      |       |       |
|     | Erich Dietrich von Rosen           | estländischer Ritterschaftshauptmann                               |       |       |
|     | Andreas Scheits                    | deutscher Hofmaler und Radierer                                    |       |       |
|     | Anton Sebert                       | französischer Fechtmeister                                         |       |       |
|     | Franz Xaver Joseph Späth           | deutscher Kupferstecher                                            |       |       |
|     | Werner Thieling                    | preußischer Hofrat und Bürgermeister von Berlin                    |       |       |